# Harald Specht
Harald Specht (* 20. Dezember 1951 in Köthen (Anhalt)) ist ein deutscher Chemiker, Lebensmittelingenieur und Autor.

## Leben und Wirken
Ab 1970 studierte er an der Martin-Luther-Universität Halle-Wittenberg Chemie, erlangte 1974 ein Diplom, absolvierte von 1974 bis 1977 eine wissenschaftliche Aspirantur und promovierte 1978 bei Friedrich Wolf zum Doktor der Naturwissenschaften. 1977 Preisträger der internationalen Konferenz Junger Chemiker, übte er ab diesem Jahr eine Lehr- und Forschungstätigkeit an der Technischen Hochschule Köthen aus und schloss währenddessen von 1979 bis 1980 auch ein Postgradualstudium der Hochschulpädagogik an der Universität Halle ab. 1986 habilitierte er sich an der Humboldt-Universität zu Berlin mit einer Arbeit zur Kältebehandlung und Qualitätssicherung von Fleisch zum Dr.-Ing. habil. und erlangte die facultas docendi. 1987 wurde er zum Hochschuldozenten für Lebensmitteltechnologie an die Technische Hochschule Köthen, 1993 an die Otto-von-Guericke-Universität Magdeburg berufen.
Harald Specht publizierte seine Forschungsergebnisse als Chemiker und Lebensmitteltechnologe in zahlreichen Abhandlungen, Patentschriften, auf internationalen Fachkongressen sowie anlässlich von Forschungsaufenthalten und Vortragsreisen im Ausland (unter anderem an den Universitäten Woronesch, Kraków, Bratislava, Łódź und Poznań). Er war Mitglied in Redaktionsbeiräten sowie Expertengremien, ab 1988 erschienen in einer eigenen Kolumne der Fachzeitschrift Fleisch des Fachbuchverlages GmbH Leipzig mehr als 160 Kurzbeiträge von ihm. 1990 veröffentlichte er die erste deutschsprachige Monografie zu Fragen der Kälteverkürzung und Elektrostimulation von Fleisch.
Seit 1992 hat Harald Specht auch Sachbücher und zwei Romane veröffentlicht, die vor allem kulturhistorische, philosophische und religionswissenschaftliche Themen behandeln.

## Bibliografie

### Fachbücher
- Spezielle Probleme der Kältekonservierung und Elektrostimulation von Fleisch. Monografie. Ingenieurhochschule Köthen, Köthen 1987
- Kälteverkürzung und Elektrostimulation bei Fleisch – Untersuchungen an Schaf- und Rindfleisch. Fachbuchverlag Leipzig, 1. Aufl. 1990, ISBN 3-343-00534-7.

### Sachbücher
- Von Isis zu Jesus – 5000 Jahre Mythos und Macht. Leipziger Universitätsverlag, Leipzig 2004, ISBN 3-937209-82-4.
- Geschichte(n) der Dummheit – Die sieben Sünden des menschlichen Schwachsinns. Specht-Verlag, Erlangen 2007, ISBN 3-925325-62-X.
- Von Isis zu Jesus – 5000 Jahre Mythos und Macht. Bebilderte und ergänzte Neuauflage, Specht-Verlag, Erlangen 2008, ISBN 3-925325-03-4.
- Kleine Geheimnisse großer Gemälde. Kunstwissenschaftliche Reihe, Band 2, Verlag Chr. Schroer GmbH (Die neue Sachlichkeit), Bergisch Gladbach 2013, ISBN 3942139359.
- Liebe, Laster, Leidenschaft – Geheimnisse großer Gemälde. E. A. Seemann Verlag, Leipzig 2014, ISBN 978-3-86502-324-7.
- Das Erbe des Heidentums – Antike Quellen des christlichen Abendlands. Tectum Wissenschaftsverlag, Marburg 2015, ISBN 978-3-8288-3561-0.

### Selbstpublikationen

#### Romane
- Die Geburt des Abendlandes – Band 1. Der Tempel der Weisheit und die zweiundsiebzig Namen Gottes. Engelsdorfer Verlag, Leipzig 2008, ISBN 978-3-86703-729-7.
- Die Geburt des Abendlandes – Band 2. Das Buch der Weisheit und die Spuren des Lichts. Engelsdorfer Verlag, Leipzig 2008, ISBN 978-3-86703-730-3.

#### Sachbücher
- Geschichte(n) der Dummheit – Die sieben Sünden des menschlichen Schwachsinns. Engelsdorfer Verlag, Leipzig 2004 (2. überarbeitete Aufl., 2010) ISBN 978-3-86901-897-3.
- Geschichte(n) der Lust – Zwölf Kapitel Leidenschaft und Laster. Engelsdorfer Verlag, Leipzig 2005, ISBN 3-938288-76-0.
- Geschichte(n) der Lüge – Amüsantes und Skandalöses rund ums 8. Gebot. Engelsdorfer Verlag, Leipzig 2006, ISBN 3-939144-83-5.
- Jesus? Tatsachen und Erfindungen. Engelsdorfer Verlag, Leipzig 2010, ISBN 978-3-86901-898-0.
- Von Isis zu Jesus – 5000 Jahre Mythos und Macht. Engelsdorfer Verlag, Leipzig 2011, (2. überarbeitete Neuaufl.) ISBN 978-3-86268-169-3.
- Der Jahwe-Code – Auf den Spuren der heiligen Zahl 72. Engelsdorfer Verlag, Leipzig 2011, ISBN 978-3-86268-375-8.